# فالهون
فالهون (بالفرنسية: Valhuon)‏ هي بلدية تقع في إقليم باد كاليه من منطقة نور با دو كاليه في شمال فرنسا. تبلغ مساحة هذه المدينة 9.17 (كم²)، وترتفع عن سطح البحر 145 م، يبلغ عدد سكانها 541 نسمة حسب إحصاء المعهد الوطني للإحصاء والدراسات الاقتصادية سنة 2009 م. وترأس Roger Grut البلدية خلال فترة (2008-2014).